# Panólbio (poeta)
Panólbio (em latim: Panolbius) foi um poeta bizantino de estilo épico do século V. Foi autor de versos para Etério 1, Erítrio 1, Doroteu 9 e Aftrônio 4, bem como um Epitáfio sobre Hipácia 3. Embora sua cronologia seja desconhecida, sabe-se que ainda escrevia tardiamente durante o século.